# رام نارایان
رام نارایان (هندی: Rām Nārāyaṇ) (۲۵ دسامبر ۱۹۲۷ – ۹ نوامبر ۲۰۲۴) که بیشتر با نام پراندیت شناخته می‌شد، یک نوازنده اهل هندوستان بود. وی همچنین اولین نوازنده بین‌المللی موفق سارنگی بود.
نارایان در کودکی نوازندگی سارنگی را فراگرفت. او در نوجوانی تحت نظارت خوانندگان و نوازندگان سارنگی تحصیل نمود و به عنوان معلم موسیقی و نوازنده سیار کار می‌کرد. وی در سال ۱۹۴۴، به عنوان همنواز خوانندگان در رادیو تمام هند لاهور به خدمت گرفته شد. وی به دنبال تقسیم هند کبیر در سال ۱۹۴۷، به دهلی رفت و سپس علاقه‌مند شد تا برای یک همنواز، کار کند. ناامید از ایفای نقش همنوازی، نارایان در سال ۱۹۴۹، به بمبئی رفت تا در سینمای هند مشغول به کار شود.
پس از یک تلاش ناموفق در سال ۱۹۵۴، نارایان در سال ۱۹۵۶ تبدیل به یک هنرمند تکنوازی شد و بعداً کار همنوازی با گروه‌های موسیقی را کنار گذاشت. وی شروع به ضبط آلبوم‌های تکنوازی نمود و در دهه ۱۹۶۰ تور امریکا و اروپا را آغاز نمود. نارایان تا دهه ۲۰۰۰ در کنار اجرا، دانش‌آموزان هندی و غیرهندی را تعلیم می‌داد. در سال ۲۰۰۵، وی مفتخر به دریافت پادما ویبوشان، دومین افتخار بزرگ غیرنظامی هند گشت.
نارایان، یک هندو بود و گفته‌بود "موسیقی دین من است"، با این استدلال که هیچ دسترسی‌ای بهتر از موسیقی به الهیت وجود ندارد. او در بمبئی مستقر بود.
نارایان در ۹ نوامبر ۲۰۲۴، در سن ۹۶ سالگی درگذشت.